# Choi Gyu-jin
Choi Gyu-jin (kor. 최 규진; ur. 28 czerwca 1985) – południowokoreański zapaśnik w stylu klasycznym. Olimpijczyk z Londynu 2012, gdzie zajął piąte miejsce w kategorii 55 kg.
Czterokrotny uczestnik mistrzostw świata. Zdobył dwa srebrne medale, w 2010 i 2013. Dziesiąty na igrzyskach azjatyckich w 2010. Złoty medal na mistrzostwach Azji 2010 i 2013. Trzeci w Pucharze Świata w 2011 roku. Srebro na wojskowych mistrzostwach świata w 2008 roku.